# 공작석
공작석(孔雀石, malachite)은 수산화 탄산 구리(II)(Cu2CO3(OH)2)로 이루어진 광물이다.

단사정계에 속하는 구리 1차광물이다. 굳기는 3.5~4, 비중은 3.7~4.1, 녹색을 띠고 있다. 농담의 무늬가 공작의 꼬리깃털 같으며 장식용, 안료, 불꽃의 원료, 구리광석으로 이용된다.

## 용도

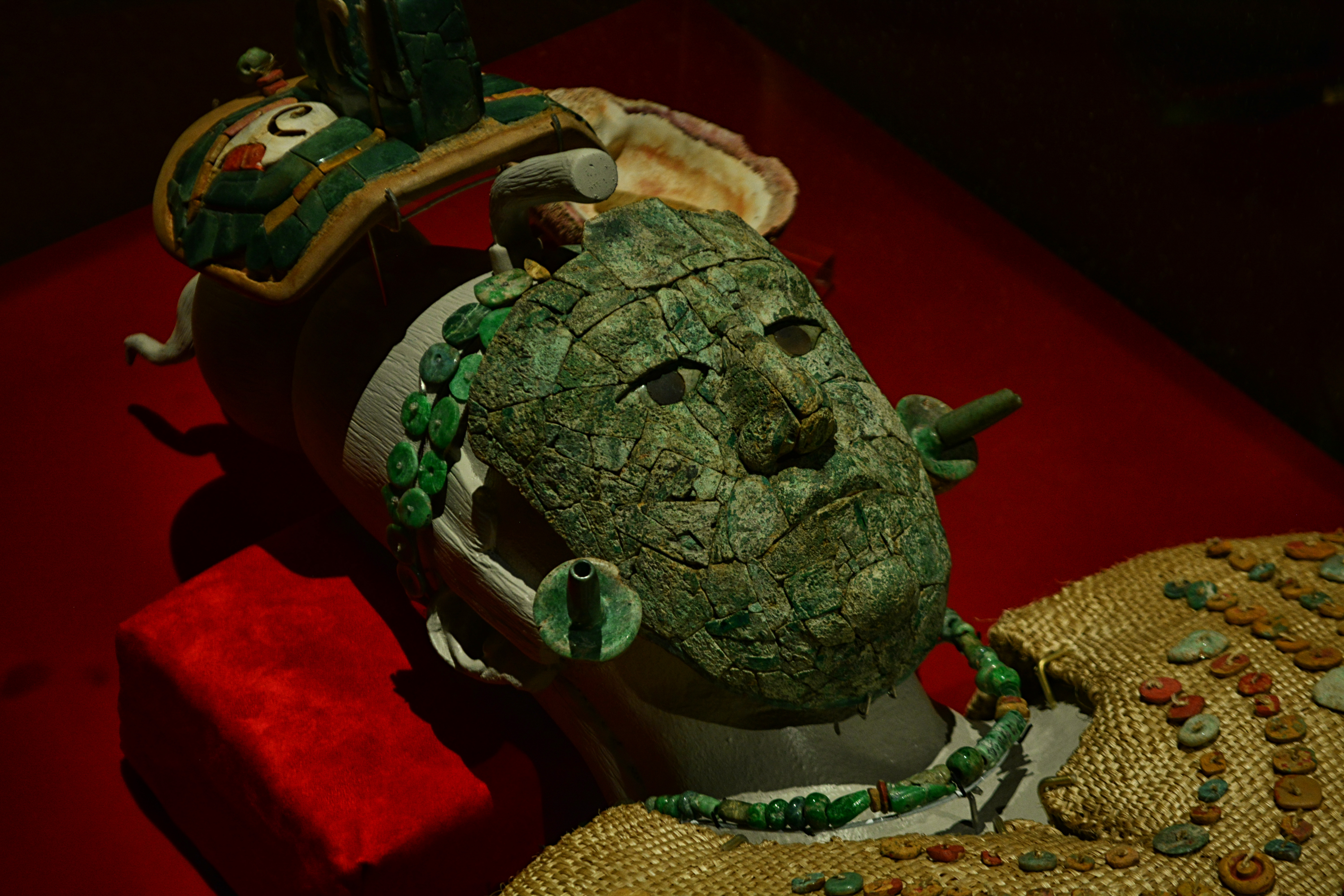
마야 문명 팔렝케의 붉은 여왕의 무덤에서 출토된 공작석 모자이크로 만든 장례 마스크

공작석은 녹색을 담당하는 광물 안료로서 고대부터 1800년대까지 활발히 이용되었다. 공작석을 이용한 안료는 다양한 녹색 빛을 낼 수 있었고 빛에 변색되는 일이 적은 내광성을 지닌 안료였지만 산으로 인한 변색에는 약했다. 나중에는 기술 발달에 따라 합성 안료인 탄산구리로 바뀌었다. 안료 외에도 장신구나 치장, 도기 용도로도 사용되었는데, 예컨대 수십 점의 공작석 조각품들을 전시하고 있는 예르미타시 미술관 겨울 궁전의 공작석실, 멕시코시티의 차풀테펙성 내부에 있는 공작석 항아리 등이 있다. 현대에서는 FIFA 월드컵 트로피를 만드는 데 들어가기도 한다.

## 같이 보기
- 사금석
- 취동광
- 터키석
- 녹청